# Tín hiệu gọi
Trong truyền phát tin và liên lạc qua radio, tín hiệu gọi (tiếng Anh: call sign; còn được gọi là tên liên lạc, tín hiệu liên lạc; trong hàng hải còn được gọi là hô hiệu, mã hiệu gọi tàu) là một định danh duy nhất cho một trạm phát tín hiệu. Tại Hoa Kỳ, chúng được sử dụng cho tất cả các máy phát thanh được cấp phép của FCC. Một tín hiệu gọi có thể được chính thức cấp bởi một cơ quan chính phủ, thông qua bởi các cá nhân hoặc tổ chức hoặc thậm chí được mã hóa bằng mật mã để ngụy trang danh tính của một trạm.
Việc sử dụng các dấu hiệu cuộc gọi như các số nhận dạng duy nhất có trong hệ thống điện báo, đường sắt điện thoại cố định. Bởi vì chỉ có một đường dây điện báo liên kết tất cả các nhà ga, nên cần có một cách để giải quyết từng vấn đề khi gửi một bức điện tín đến nơi cụ thể một cách chính xác. Để tiết kiệm thời gian, số nhận dạng hai chữ cái đã được sử dụng cho mục đích này. Mô hình này tiếp tục trong hoạt động máy vô tuyến điện; các công ty phát thanh ban đầu đã gán các định danh hai chữ cái cho các trạm ven biển và các trạm trên tàu trên biển. Chúng không phải là mã hiệu duy nhất trên toàn cầu, do đó, một định danh công ty một chữ cái (ví dụ: 'M' và hai chữ cái nối tiếp sau nó là một trạm Marconi) sau đó đã được thêm vào. Đến năm 1912, nhu cầu xác định nhanh chóng các trạm được điều hành bởi nhiều công ty ở nhiều quốc gia đòi hỏi phải có tiêu chuẩn quốc tế; một tiền tố ITU đã được sử dụng để xác định một quốc gia và phần còn lại của tín hiệu gọi dành cho một trạm cụ thể ở quốc gia đó.
Ngày nay, tín hiệu gọi được sử dụng trong nhiều lĩnh vực bao gồm hàng hải, hàng không, hàng không vũ trụ, truyền thông và các thiết bị radio cá nhân.